# 구라타 야스하루
구라타 야스하루(일본어: 倉田 安治, 1963년 2월 1일 ~ )는 일본의 전 축구 선수이다.

## 국가대표팀 경력
그는 1986년 아시안 게임에 참가할 일본 국가대표팀에 발탁되었으며, 9월 20일 네팔와의 경기에서 데뷔했다. 그는 1987년까지 국제 A매치 통산 6경기에 출전했다.

## 통계
| 일본 | 일본 | 일본 |
| 연도 | 출전 | 득점 |
| ---- | ---- | ---- |
| 1986 | 1    | 0    |
| 1987 | 5    | 0    |
| 통산 | 6    | 0    |